# Patricia Morison
Patricia Morison; właściwie Eileen Patricia Augusta Morison (ur. 19 marca 1915 w Nowym Jorku, zm. 20 maja 2018 w Los Angeles) – amerykańska aktorka filmowa i teatralna; piosenkarka (mezzosopranistka). W Hollywood słynęła ze swoich dużych pięknych oczu i długich ciemnych włosów, które sięgały 1 metra długości. Swój największy sukces osiągnęła na Broadwayu rolą w musicalu Cole’a Portera pt. Kiss Me, Kate (premiera w 1948) zrealizowanego na motywach sztuki Williama Szekspira Poskromienie złośnicy.

## Kariera[3]
Morison debiutowała na scenach Broadwayu w listopadzie 1933. W 1939 podpisała kontrakt z wytwórnią Paramount Pictures i w tym samym roku zadebiutowała na dużym ekranie rolą w filmie Persons in Hiding. Niebawem po serii niepowodzeń zerwała kontrakt z Paramountem i stała się aktorką niezależną. Grała zwykle role drugoplanowe, tzw. femme fatale. W 1943 zagrała w obsypanym nagrodami dramacie biograficznym opisującym życie Bernadety Soubirous – Pieśń o Bernadette, gdzie gwiazdą była Jennifer Jones. W komedii romantycznej pt. Bez miłości (1945) wystąpiła u boku Katharine Hepburn i Spencera Tracy. W 1947 zagrała w filmie Pieśń mordercy, będącym 6 i ostatnią częścią serii o przygodach prywatnego detektywa Nicka Charlesa i jego żony Nory (w tych rolach William Powell i Myrna Loy). W kolejnych latach wystąpiła w kilku słabszych produkcjach; tzw. filmach klasy B; Królowa Amazonek (1947) czy Książę złodziei (1948). Prawdziwy sukces przyniosły jej występy w teatrze, głównie za sprawą kreacji w musicalu Kiss Me, Kate. Na dużym ekranie po raz ostatni pojawiła się w 1960, kiedy to zagrała w filmie o życiu węgierskiego kompozytora i pianisty Ferenca Liszta pt. Pieśń bez końca. W obrazie tym partnerowali Jej: Dirk Bogarde, Geneviève Page i Capucine. Przygodę z aktorstwem zakończyła w 1989 pojawiając się gościnnie w jednym z odcinków serialu komediowego Zdrówko.

## Życie prywatne
Po wycofaniu się z aktorstwa poświęciła się malowaniu. Miała kilka pokazów swoich prac. Od 1961 mieszkała na stałe w Los Angeles. Nigdy nie wyszła za mąż. Nie miała dzieci.
W marcu 2014, w wieku 99 lat wystąpiła gościnnie na scenie Broadwayu wykonując piosenkę Brush Up Your Shakespeare pochodzącą z musicalu Kiss Me, Kate.
Zmarła 20 maja 2018 w swoim domu w Los Angeles. Miała 103 lata.

## Filmografia[4]
- Jedna noc w Lizbonie (1941) jako Gerry Houston
- Pieśń o Bernadette (1943) jako cesarzowa Eugenia
- Bez miłości (1945) jako Edwina Collins
- Dama z pociągu (1945) jako Joyce Williams
- Sherlock Holmes i tajny szyfr (1946) jako pani Hilda Courtney
- Tarzan i łowcy zwierząt (1947) jako Tanya Rawlins
- Królowa Amazonek (1947) jako Jean Preston
- Pieśń mordercy (1947) jako Phyllis Talbin
- Pocałunek śmierci (1947) jako Maria Bianco, żona Nicka (ostatecznie sceny z Jej udziałem zostały całkowicie usunięte z filmu przez cenzorów)
- Książę złodziei (1948) jako Lady Marion
- Pieśń bez końca (1960) jako George Sand
- Won Ton Ton – pies, który ocalił Hollywood (1976) jako gwiazda na ekranie
- Zdrówko (1982-93; serial TV) jako pani Ridgeway (gościnnie, 1989)